# Gaur (Bengalen)
Gaur, fordom huvudstad i Bengalen, låg vid vänstra stranden av Ganges, nära den nuvarande staden English Bazar, och var en synnerligen folkrik och blomstrande stad, särskilt under Vaidya-dynastin (1000-talet och 1100-talet), men förföll till följd därav att Ganges tog en annan väg. Den ligger nu fullständigt i ruiner. Dessa har undersökts av flera forskare, bl.a. J. Fergusson och senare J.A. Ravenshaw ("Gaur, its ruins and inscriptions").

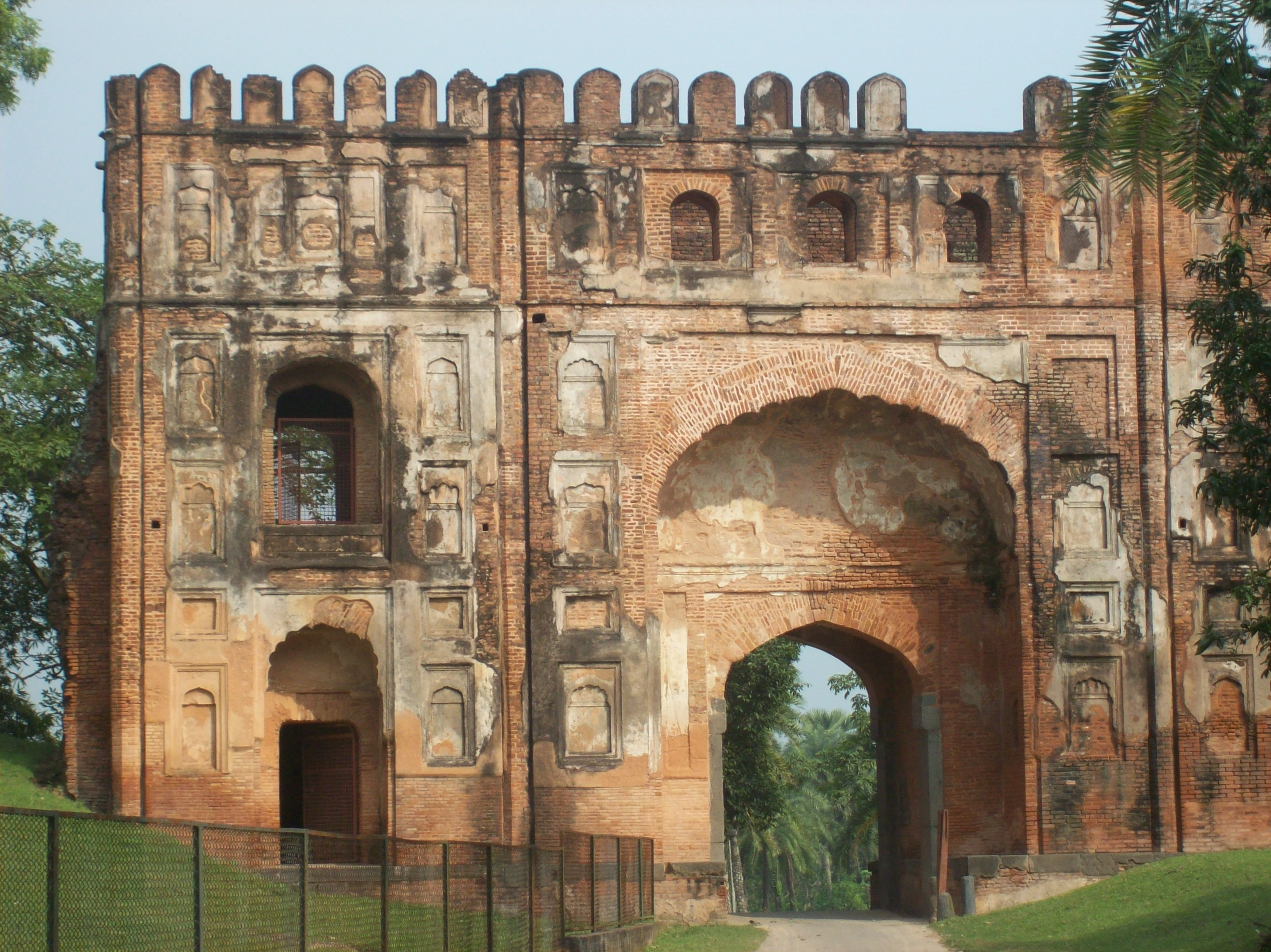
Gaur (Bengalen)